# Clytie scotorrhiza
Clytie scotorrhiza är en fjärilsart som beskrevs av George Francis Hampson. Clytie scotorrhiza ingår i släktet Clytie och familjen nattflyn. Inga underarter finns listade i Catalogue of Life.